# Чортова скрипка

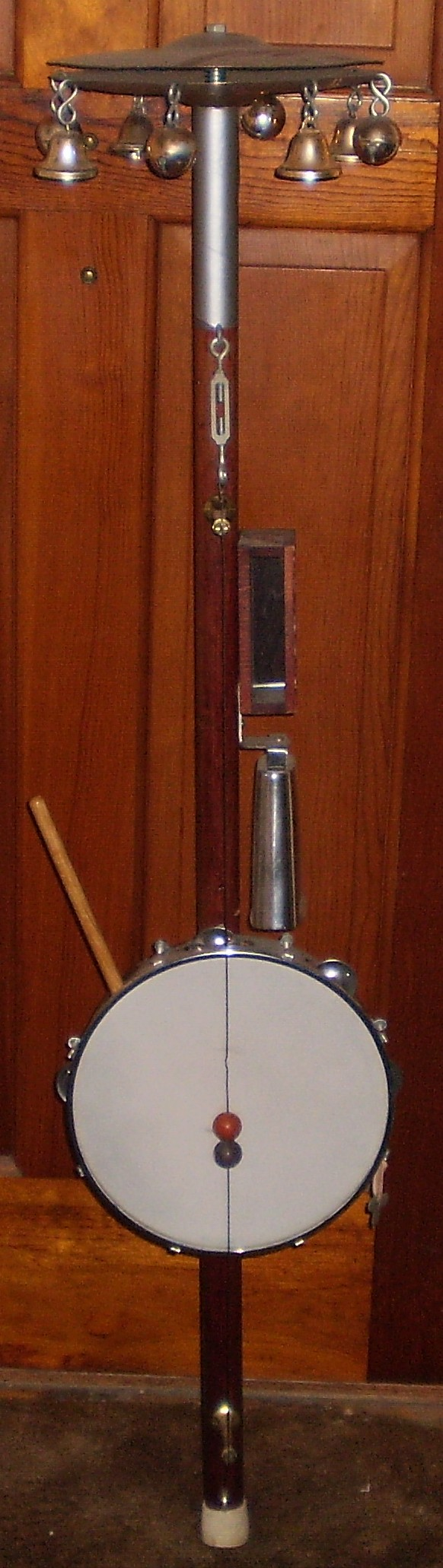
Чортова скрипка

Чортова скрипка або бумбас (нім. Teufelsgeige, також Deiwelsgeije, Bumbass, у Південному Тіролі — Bettelgeige; фр. basse de Flandre) — ритмічний і шумовий музичний інструмент, що використовується у народній музиці під час карнавалів, обрядових обходів або весільних святкувань.

## Історія та конструкція
Початковий варіант інструмента, відомий ще у XVII столітті, являв собою музичний лук: між зігнутим дерев'яним стрижнем і струною на одному з кінців містилася наповнена повітрям тваринна сечовина, яка виконувала роль резонатора. Якщо замість вигнутого використовувався прямий і жорсткий стрижень, інструмент класифікувався як паличкова цитра (Stabzither). Струна могла щипатися або водитися смичком.
Сучасна чортова скрипка складається з дерев'яного стрижня заввишки приблизно з людину, який натягується однією або кількома струнами (до трьох). До нього прикріплені різноманітні ідіофони: дзвіночки, тарілки, брязкальця, дерев'яні коробочки, а також тамбурин, що часто служить корпусом. Історично до стрижня також прикріплювали побутові металеві предмети. Верхівка інструмента часто прикрашена головою чорта або Каспара.
Інструмент грається за допомогою дерев'яного молоточка. Стійка з зазубринами дозволяє щипати струни, а притупування стрижня до землі спричиняє характерний шумовий ефект — через вібрацію прикріплених металевих елементів.

## Регіональні варіанти
У Словаччині аналогічний інструмент має назву озембух і часто використовується разом з акордеоном для акомпанементу співу. У Фландрії подібні інструменти відомі під назвою боембас.

Польський варіант — діявельські скрипки (diabelskie skrzypce) — раніше використовувалися у магічних сезонних обрядах і були частиною традицій колядування, карнавалу й великодніх свят. Сьогодні інструмент використовується в деяких фольклорних ансамблях як ритмічний акомпанемент. У регіоні Курпіє (північна Польща) на ньому також можуть виконувати повільні мелодії, змінюючи натяг струни, прикріпленої до обертового кілка під час гри.

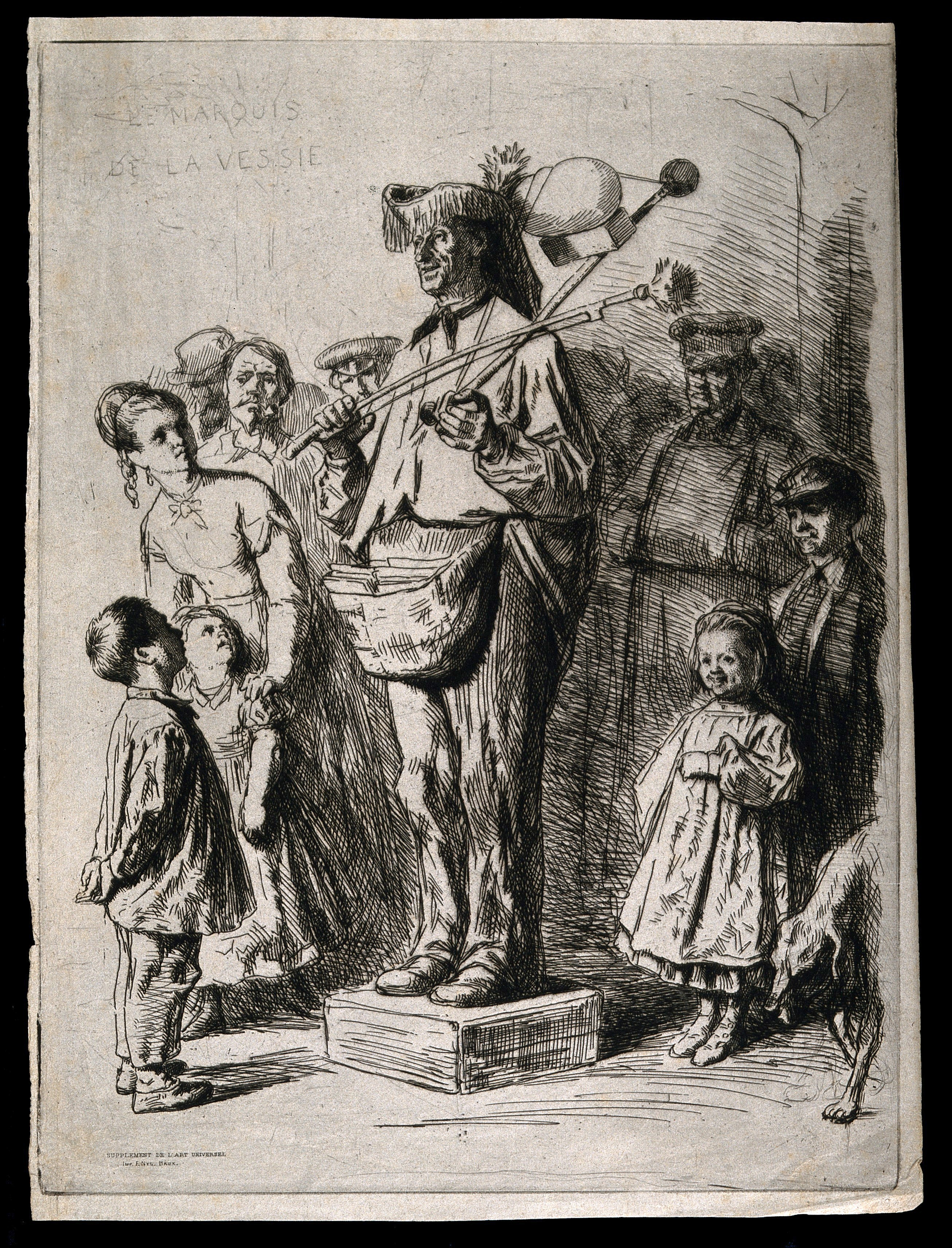
Basse de Flandre — вуличні музиканти з чортовою скрипкою у Фландрії. Гравюра з журналу L'Art universel (Брюссель, 1873–1876).
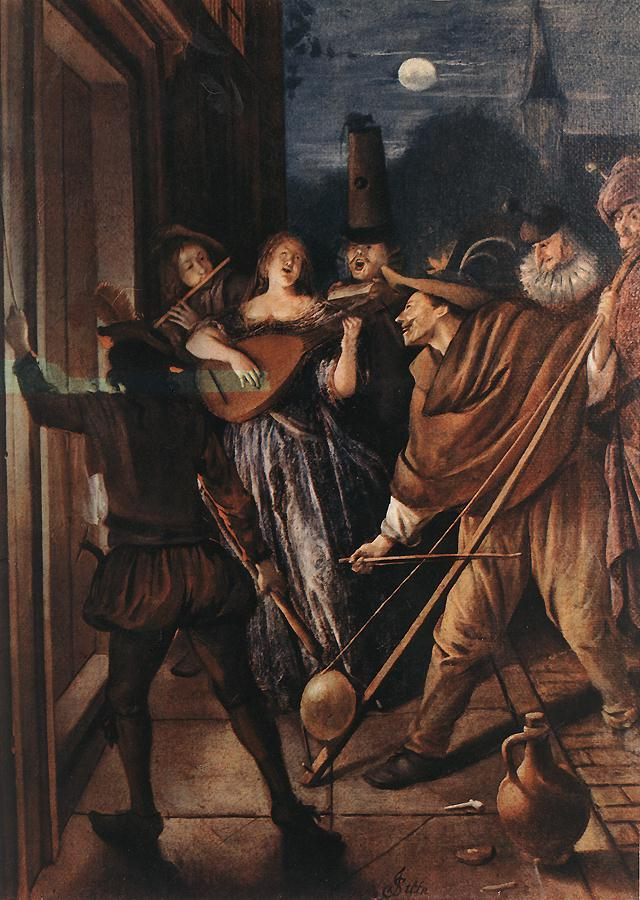
Бумбас, лютня і флейта виконують «нічну музику» — на картині голландського жанрового художника Яна Стена, бл. 1675 року.